# NS-Ordensburg

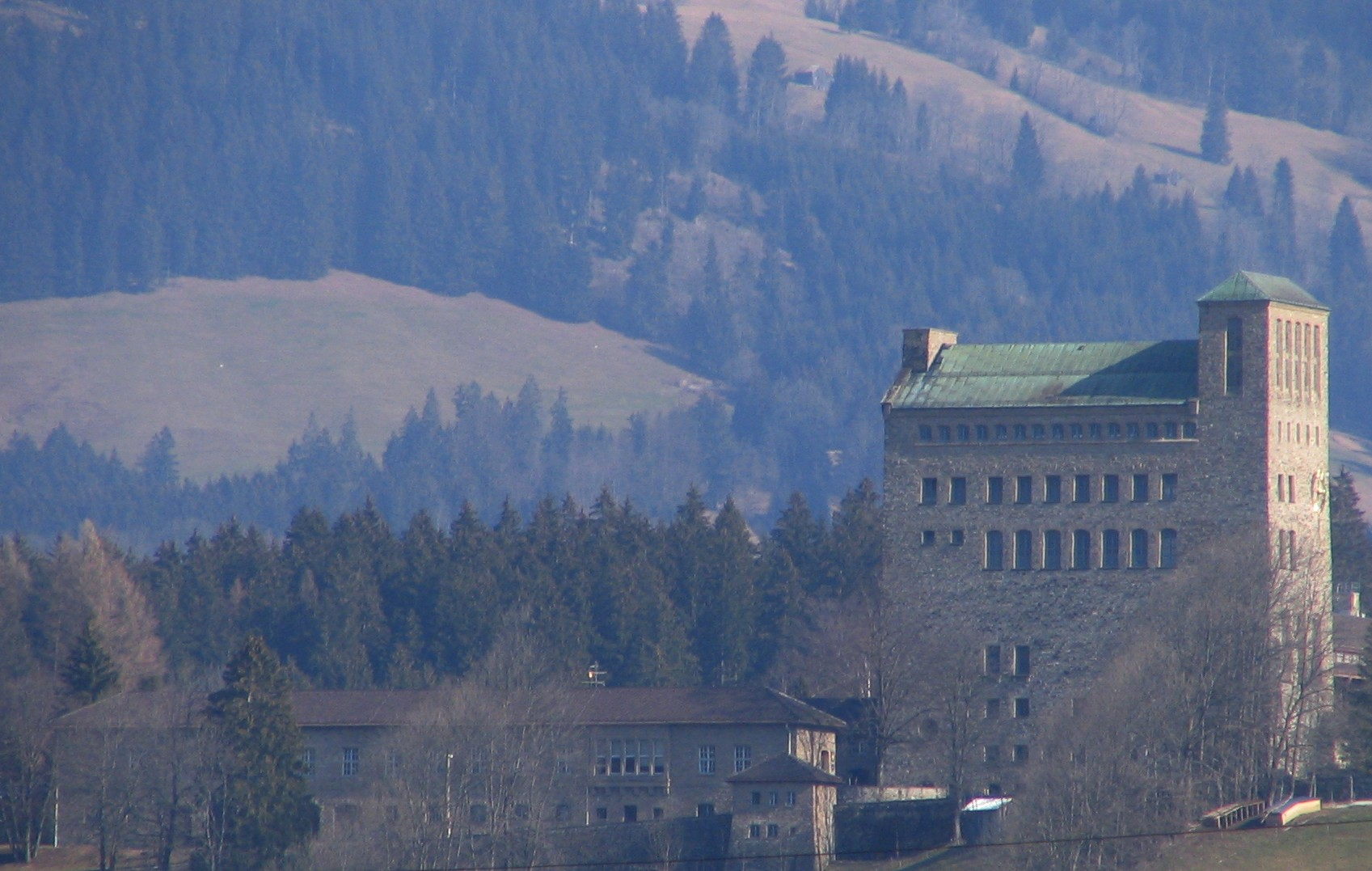
"El Castillo" en Sonthofen Alemania.

En la Alemania nazi, los NS-Ordensburgen ("Castillos de la Orden Nacionalsocialista", en singular Ordensburg), también llamados Schulungsburgen, fueron escuelas desarrolladas para los niveles militares nazis de élite. Había requisitos estrictos para la admisión a las escuelas. Los candidatos Junker debían tener entre 25 y 30 años de edad, pertenecer al Partido Nazi, a las Juventudes Hitlerianas, a los Sturmabteilung o a la Schutzstaffel, estar físicamente sanos y ser de sangre pura sin defectos hereditarios. El término Ordensburg fue tomado por los nazis de la histórica Orden Teutónica.
Bajo las reformas del Partido Nacionalsocialista, se establecieron escuelas especiales para los hijos de importantes líderes nazis. Se establecieron "Escuelas Adolf Hitler" para los grados de primaria, y se establecieron Ordensburgen para estudiantes de escuelas postsecundarias. Estas escuelas debían producir futuros líderes de élite del Partido, entrenados tanto en temas técnicos como en ideología nazi. Los Ordensburgen fueron diseñados para estudiantes que habían completado las Escuelas Adolf Hitler, se sometieron a seis meses de entrenamiento laboral obligatorio, dos años en el ejército y que ya habían elegido su profesión.
Debido a que los estudiantes estaban tan aislados y su educación era tan especializada, a menudo se los percibía como arrogantes y sabían poco de valor práctico. Muchos funcionarios nazis de alto rango decidieron no enviar a sus hijos a estas escuelas. Incluso Martin Bormann envió sólo a uno de sus hijos más problemáticos a una escuela Adolf Hitler, como una forma de castigo.
Las escuelas en sí eran típicamente estructuras rígidas y modernas con amplias instalaciones. Vogelsang, por ejemplo, supuestamente contenía el gimnasio más grande del mundo en ese momento. Se suponía que cada estudiante debía asistir a las cuatro instituciones en secuencia, terminando en el sitio histórico del Marienburg Medieval para un entrenamiento que incluía ejercicios militares de fuego real.
Las tres instituciones para la educación de los líderes políticos y sus enfoques educativos que se construyeron fueron:
- Ordensburg Vogelsang en Renania del Norte-Westfalia

Objetivo: filosofía racial del nuevo orden.
- Ordensburg Sonthofen en Baviera, Allgäu, construido en 1934

Objetivo: tareas administrativas y militares y diplomacia. Esta instalación fue utilizada por la Bundeswehr de Alemania hasta finales de 2007.
- Ordensburg Krössinsee en Pomerania;

Objetivo: desarrollo del carácter.
De acuerdo con el modelo de capacitación, los estudiantes debían pasar un año en cada castillo para familiarizarse con cada enfoque educativo. El cuarto y último Ordensburg, planeado para el sitio del histórico castillo de Malbork en Prusia Occidental, nunca se construyó.